# Ducs d'Angers
Les Ducs d’Angers est un club français de hockey sur glace domicilié à Angers et fondé en 1982, évoluant en Ligue Magnus, le plus haut niveau français depuis 1992.

## Historique

### Les débuts
Le club a été créé en 1982. Il s’engage en championnat de France lors de la saison 1983-1984 et commence alors une ascension régulière dans la hiérarchie française.

### Montée vers l’élite
En 1986-1987, Angers débute à l’échelon supérieur, en Nationale 2. Le club finit premier de la zone Nord et échoue en poule de promotion face à Clermont-Ferrand. Mais après le retrait d’Orléans, Angers est repêché et promu en Division 1 (à l’époque Nationale 1B). Après 2 saisons qui se finissent en poule de relégation, le club finit 3e de cette division en 1990.
En 1991, les clubs de l’élite de l’époque connaissent pour la plupart des soucis financiers. Les multiples dépôts de bilan mettent fin à l’élite à 10 clubs, qui s’élargit à 16 équipes. La saison 1992-1993 est alors la première du club angevin en Élite française.
Le gardien de but international français Michel Vallière vice-champion de France avec les Huskies de Chamonix arrive au club et Angers est dès le début compétitif en finissant 5e de cette première saison. L’année suivante, Michel Vallière dispute les Jeux olympiques de 1994 et le club atteint pour la première fois la 4e place nationale, arrêté par le futur champion de France, Rouen en demi-finale.

### Angers joue les seconds rôles

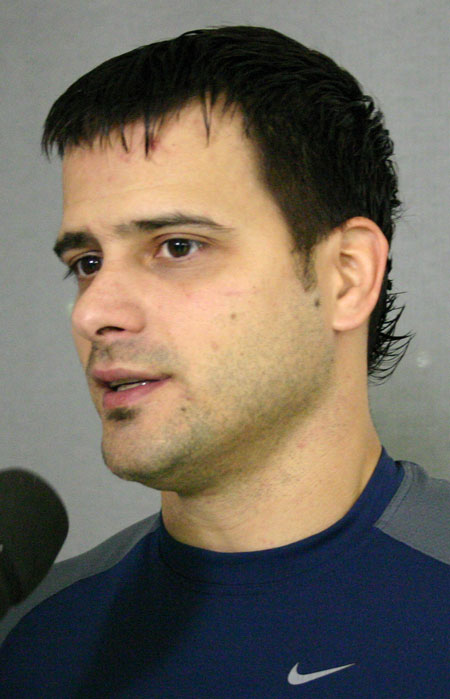
Éric Doucet (1998-1999)

François Gravel remplace alors Michel Vallière qui rejoint les Albatros de Brest. Il passe trois saisons où ses bonnes prestations lui ouvriront les portes de l'Équipe de France avant de rejoindre les Hannover Scorpions en DEL et de disputer les Jeux olympiques de 1998.
Sylvain Rodrigue le remplace et jouera quatre saisons au club où il sera considéré comme l'un des meilleurs gardien du championnat.
Néanmoins les ducs stagnent pour la première fois de leur histoire, et passent huit saisons entre la 8e et la 5e place nationale.
Lorsqu' Angers commence la saison 2002-2003, il est le dernier club de l’élite d’alors à n’avoir jamais déposé le bilan et fait figure de référence dans son modèle de développement, lent mais régulier. Malheureusement, cette saison est une saison noire, où l’équipe, pourtant prometteuse, finit 13e.
Arrive l’entraîneur François Dusseau, qui fait progresser l’équipe saison après saison, 10e en 2004, 7e en 2005, 6e en 2006

### Les premiers succès

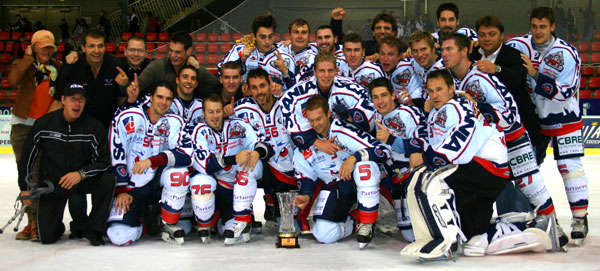
Angers, vainqueur du trophée Jacques-Lacarrière à Grenoble le 2 septembre 2007.

L'arrivée de Michaël Juret (ancien joueur de l'ASGA) au conseil d'administration des Ducs et à la présidence du club, en 2005-2006, insuffle un vent nouveau. La saison 2006-2007 est celle où la patience du club porte ses fruits : le club progresse encore (5e de la Ligue Magnus) mais surtout remporte son premier trophée, en remportant la finale de la première édition de la Coupe de France où la finale se dispute au Palais Omnisports de Paris à Bercy devant plus de 12 200 spectateurs.
La saison suivante, les angevins remontent à la quatrième place nationale, buttant une nouvelle fois par Rouen, comme 14 ans plus tôt. C’est également la saison du départ de François Dusseau, en rupture avec les joueurs.
La saison 2008-2009 permet aux ducs de confirmer leur position dans le quatuor de tête de la ligue Magnus, 4e de la saison régulière, ils accèdent aussi aux demi-finales des deux coupes nationales (Coupe de France et Coupe de la Ligue). Dans les séries éliminatoires (play offs) ils sortent vainqueur d’une confrontation houleuse face aux Gothiques d’Amiens, 3 manches à 2 (avec en point d’orgue 182 minutes de pénalités lors du troisième match à Amiens), avant de céder contre les Diables rouges de Briançon en 1/2 finale 3 manches à 2 également. Jonathan Bellemare revenu de Suisse après une saison à HC Martigny est le leader avec 54 points de la saison régulière. Tomáš Balúch lui est le meilleur pointeur angevin lors des play-offs.
La saison 2009-2010 voit les ducs terminer à la 3e place de la saison régulière : en 26 matchs, 18 victoires, 1 victoire en prolongation, 7 défaites, 135 buts marqués et 72 encaissés. En coupe de France et coupe de la ligue la route s’arrête en demi-finale avec en point d’orgue la demi-finale aller de la coupe de la ligue contre les Brûleurs de loups de Grenoble le 01/12/2009 : mené 4 à 0 à la 30e minutes les Ducs s’imposeront finalement 8 à 4, au retour les Grenoblois s’imposeront après prolongation 7 à 2.
Cette saison 2009-2010 permettra aux Ducs de battre Briançon en championnat, Rouen et Grenoble en coupe de la ligue. Jonathan Bellemare finit meilleur pointeur de la saison régulière avec 62 points. Fortier 48, Laprise 42, Baluch 32, Poudrier et Vidman 31 complètent les meilleurs marqueurs.
Les Ducs atteignent la finale de la Ligue Magnus et s’inclinent à Patinoire de L’ile Lacroix de Rouen 2 victoires à 3 dans la série finale. Après avoir mené 2-0 en revenant de Rouen, les ducs n’ont pas trouvé les ressources nécessaires pour s’imposer à Angers et remporter la coupe. Pour la première fois une finale de la formule de la Ligue Magnus se dispute en 5 matchs et voit les dragons de Rouen s’imposer 4-2 pour leur dixième titre de champion de France.
Lors de la saison 2011-2012, les Ducs échouent une nouvelle fois contre Rouen. Les normands éliminent les Ducs en demi-finale de la Ligue Magnus, avant de filer vers un nouveau sacre de Champion de France. Malgré cette défaite, le club angevin renouvelle sa confiance à son entraîneur Jay Varady.
La saison 2012-2013 voit arriver de nouveaux joueurs : le jeune gardien Florian Hardy, les attaquants Robin Gaborit, Braden Walls et Cody Campbell et en défense Jonathan Harty, Jeff May, Gary Lévèque et Michael Busto.
Les Ducs accomplissent une excellente saison ; ils terminent premiers de la saison régulière, finalistes de la Coupe de la Ligue contre Rouen, finalistes de la Coupe de France contre Briançon et finalistes des séries éliminatoires, encore contre Rouen. Mais les Ducs ne remportent finalement aucun trophée.
Pour la saison 2013-2014, alors que Jay Varady est engagé par les Musketeers de Sioux City en qualité d'entraîneur, manager général et vice-président, c'est l'entraîneur canado-allemand, Alex Stein, qui rejoint les Ducs d'Angers, assisté de Simon Lacroix, ancien joueur des Ducs. Mais les résultats de la mi-saison, et notamment l'élimination en 1/2 finale de la Coupe de la Ligue face aux Chamois de Chamonix, amènent le président Michaël Juret à décider, début décembre, la mise à l'écart d'Alex Stein. C'est Simon Lacroix qui assure l'intérim et prend les rênes de l'équipe Élite. Sur les premières années de sa présidence, Michaël Juret, licencie plusieurs entraîneurs mais évite systématique l'affrontement en justice. Après un début de saison en demi-teinte, les Ducs remontent la pente et remportent la Finale de Coupe de France 4-0 face à Rouen grâce à un blanchissage à Florian Hardy qui est nommé meilleur joueur du mach. Ils finissent la saison régulière à la 4e place, en 1/4 de finale de la coupe Magnus ils affrontent les Rapaces de Gap où les Ducs remportent la série 3 à 0, en 1/2 finale ils éliminent les Dragons de Rouen (champion de France en titre) en remportant la série 4 à 2. La finale de Coupe Magnus version 2013-2014 est une finale inédite qui oppose les Ducs aux Diables Rouges de Briançon, finale qui se joue en 7 matchs pour trouver son vainqueur. Ces deux équipes qui n'ont jamais gagné de titre de champion de France se sont livrées une bataille qui finalement voit les Diables Rouges remporter le titre au 7e match devant leur public.
En 2016, Angers s'incline de nouveau en finale du championnat de France face à Rouen (4 victoires à 0).

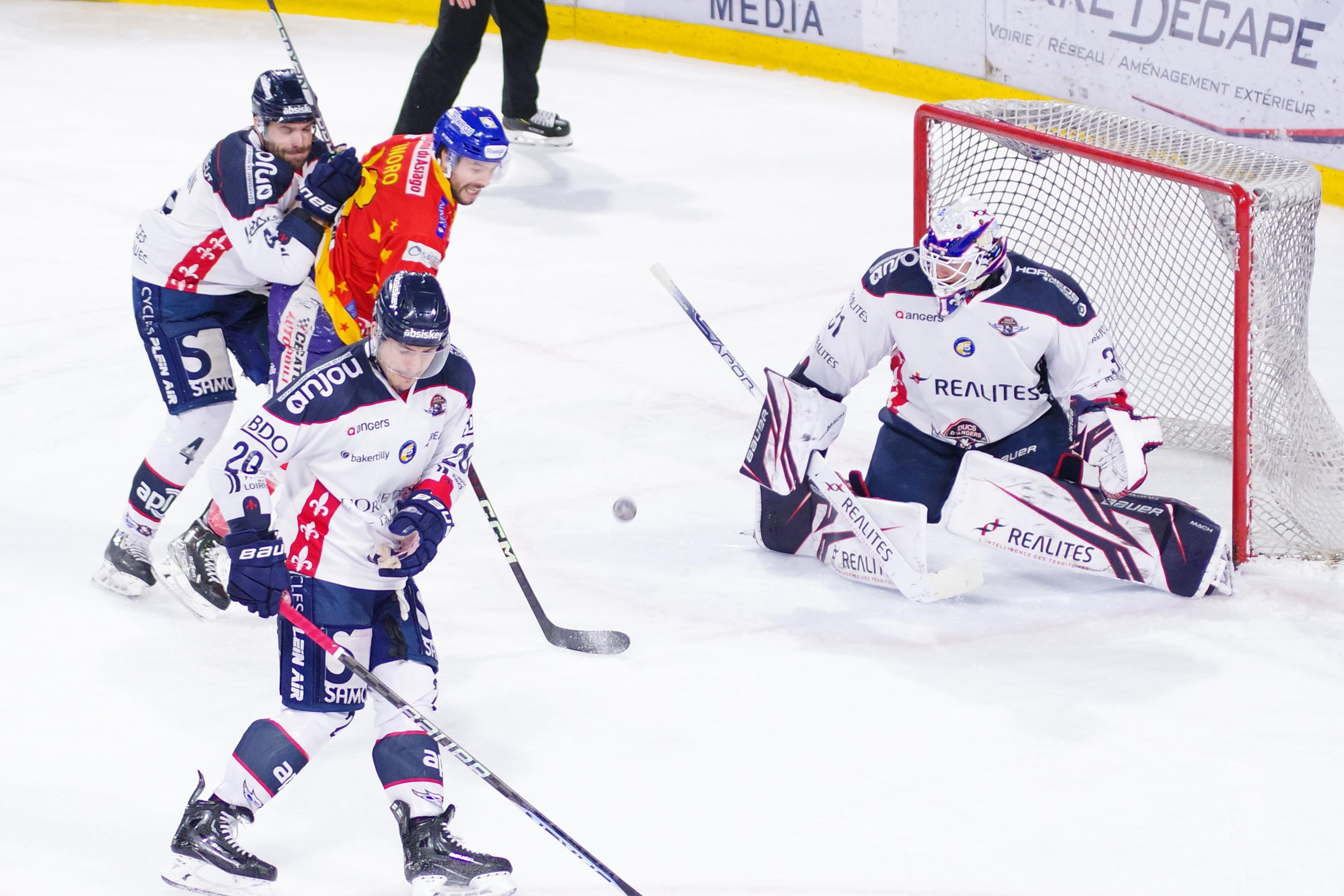
Evan Cowley remporte la Coupe de France 2022.

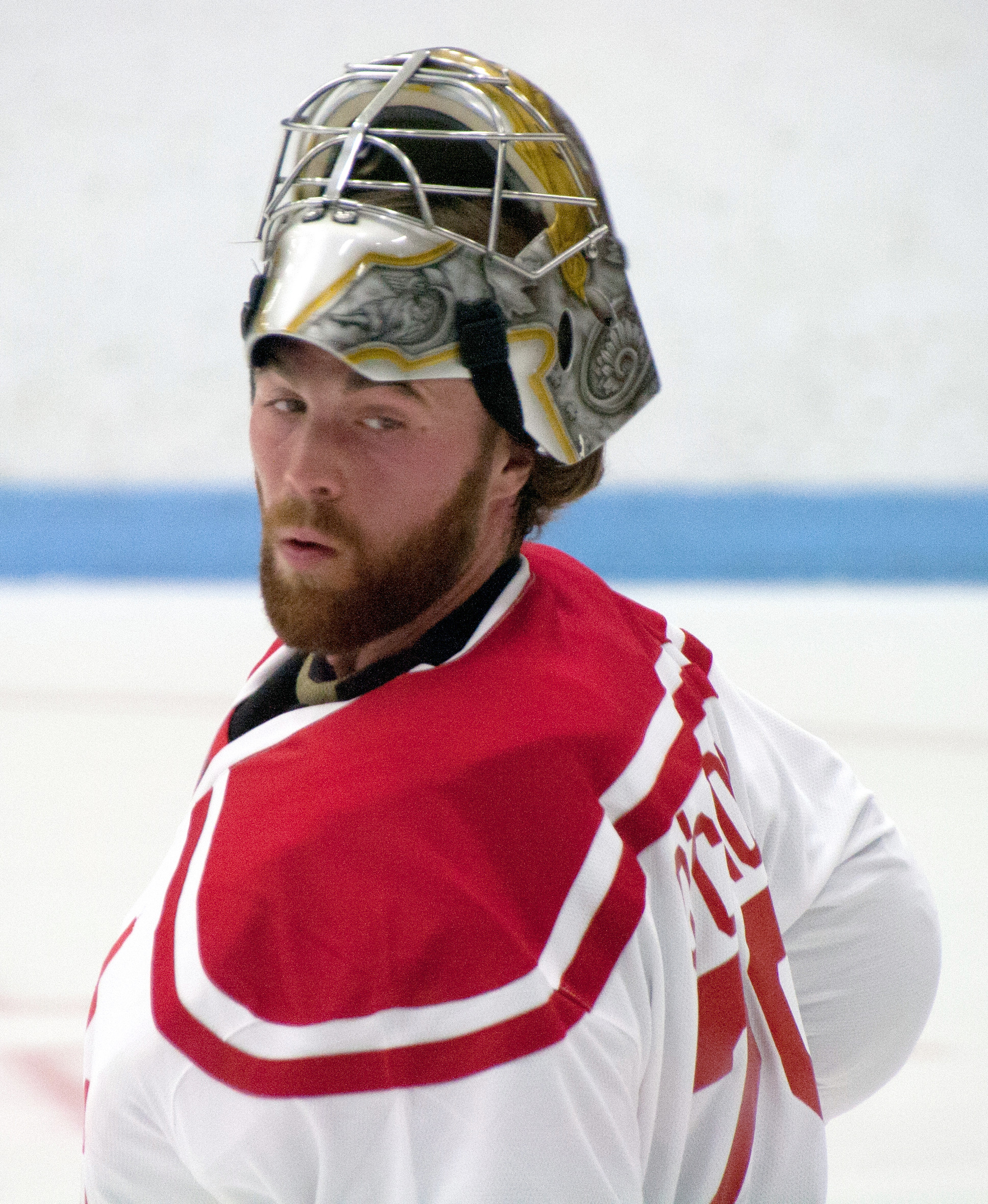
Matt O'Connor remporte la Coupe de France 2025.

Le 30 janvier 2022, Angers remporte la finale de la Coupe de France 2022 contre Gap 5-4 après prolongation.
Le 13 avril 2022, Angers s'incline en finale du championnat de France 2021-2022 4 victoires à 1 face à Grenoble.
En janvier 2023, Angers organise la Super finale de la Coupe continentale 2023 où les Ducs d'Angers terminent vice-champion derrière le HK Nitra.
En juillet 2023, Rodolphe Intsaby (Dogs de Cholet) remplace Michaël Juret au poste de président.
Le 16 février 2025, Angers remporte la finale de la Coupe de France 3-2 face à Grenoble.
Le 5 avril 2025, Angers s'incline en finale du championnat de France 2024-2025 4 victoires à 1 face aux Brûleurs de loups de Grenoble.

## Résultats

### Résultats saison par saison
‌

## Palmarès
Coupe de France (4)
- 2007
  - Victoire face aux Dauphins d’Épinal sur le score de 4 buts à 1 au Palais omnisports de Paris-Bercy.
- 2014
  - Victoire face aux Dragons de Rouen sur le score de 4 buts à 0 au Palais omnisports de Paris-Bercy.
- 2022
  - Victoire face aux Rapaces de Gap sur le score de 5 buts à 4 (après prolongations) à l'Aren'ice de Cergy.
- 2025
  - Victoire face aux Brûleurs de loups de Grenoble sur le score de 3 buts à 2 à l'Accord Hôtel Arena de Bercy.

Match des Champions (2)
- 2007
  - Victoire face aux Brûleurs de loups de Grenoble sur le score de 3 buts à 2 en prolongation.
- 2014
  - Victoire face aux Diables rouges de Briançon sur le score de 4 buts à 1.

Nationale 1B (1)
- 1993
  - Victoire face aux Hockeyeurs des sables d'Anglet[Note 1].

## Prix et récompenses de la Ligue Magnus[33]
- Trophée Charles-Ramsay
  - 2010 : Jonathan Bellemare
  - 2016 : Maxime Lacroix
  - 2025 : Brady Shaw

- Trophée Jean-Ferrand
  - 2013 : Florian Hardy
  - 2015 : Jean-Sébastien Aubin

- Trophée Albert-Hassler
  - 2013 : Florian Hardy

- Trophée Raymond-Dewas
  - 1995 : Robert Ouellet

- Trophée Camil-Gélinas
  - 2025 : Jonathan Paredes

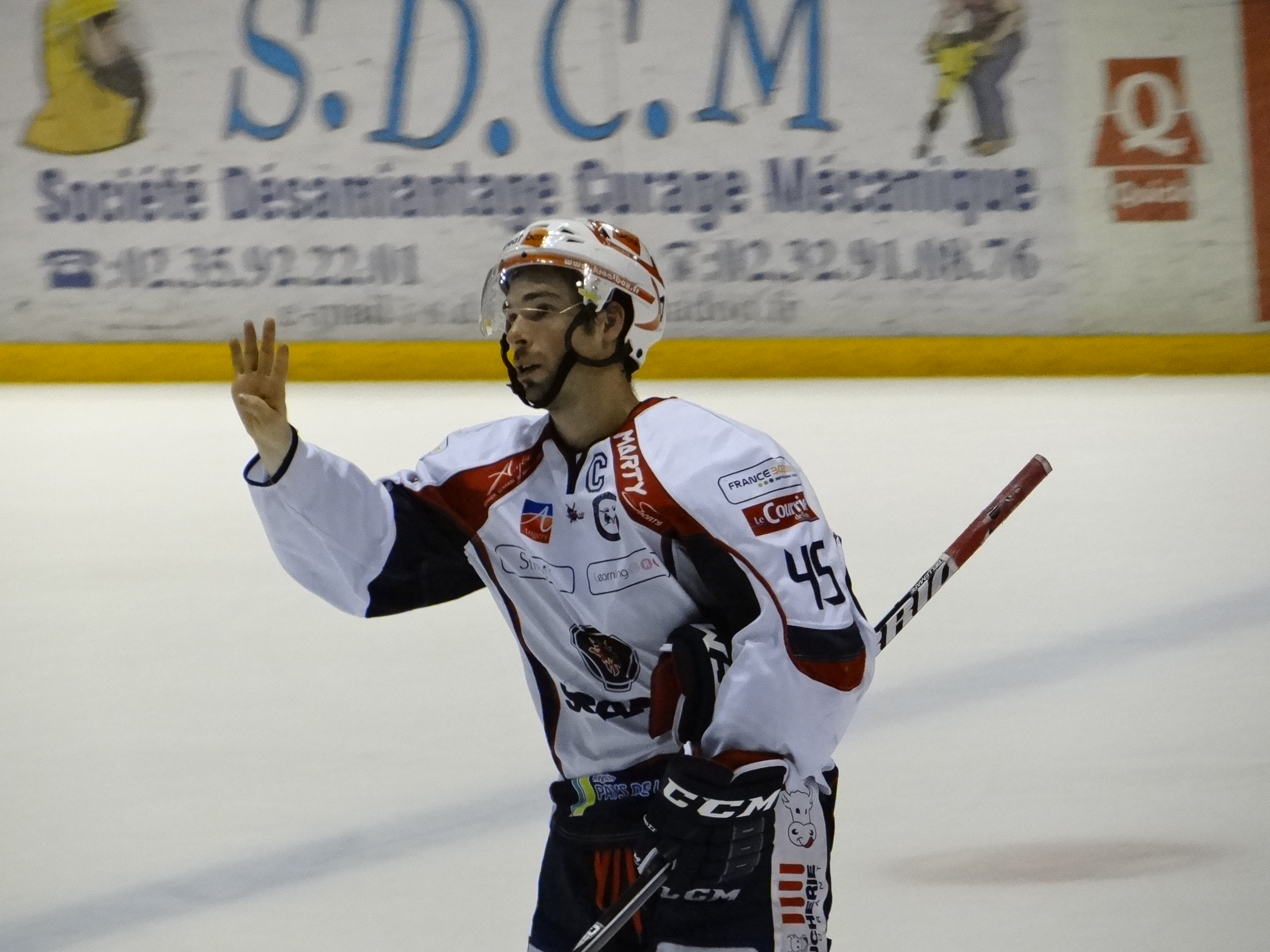
Jonathan Bellemare
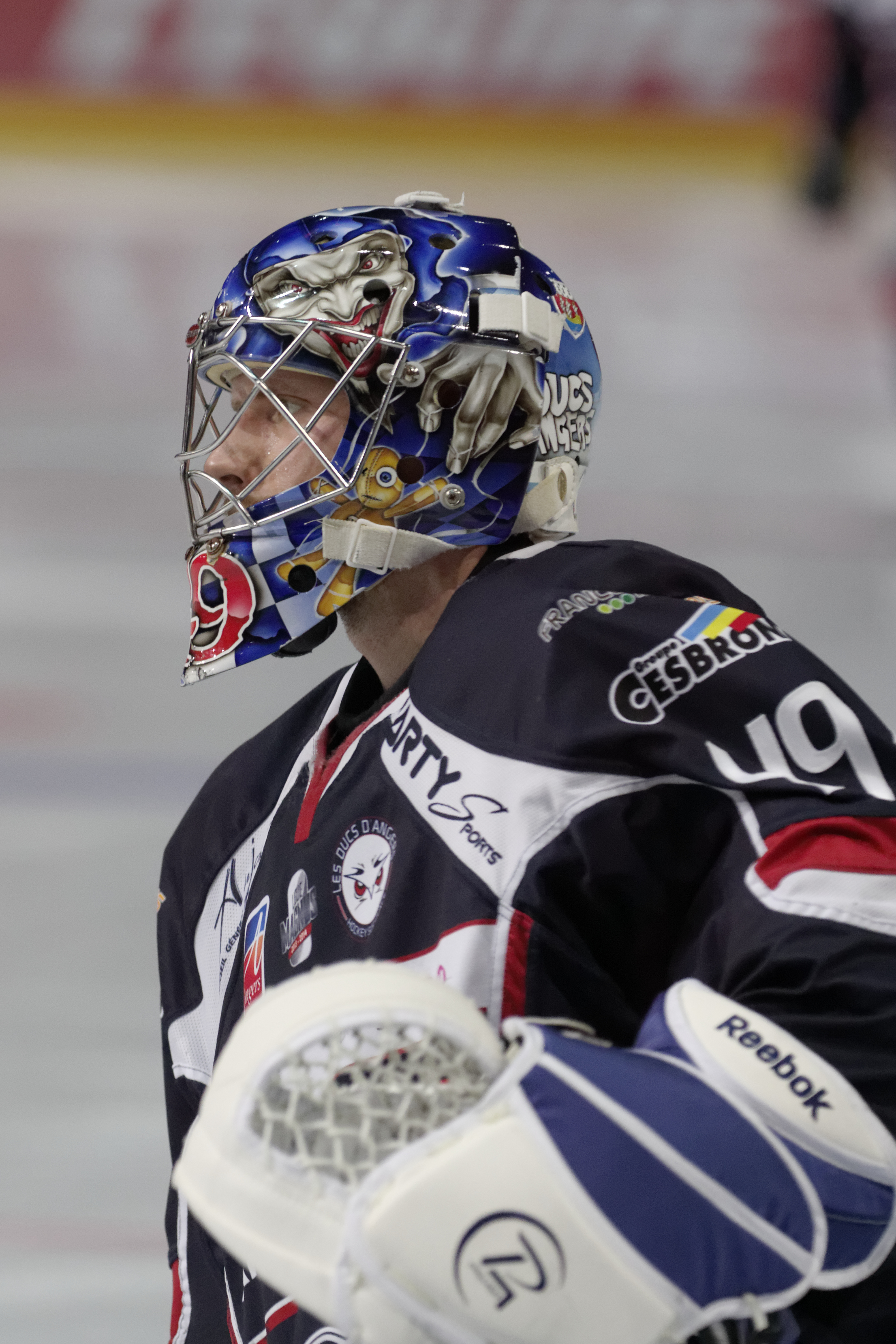
Florian Hardy
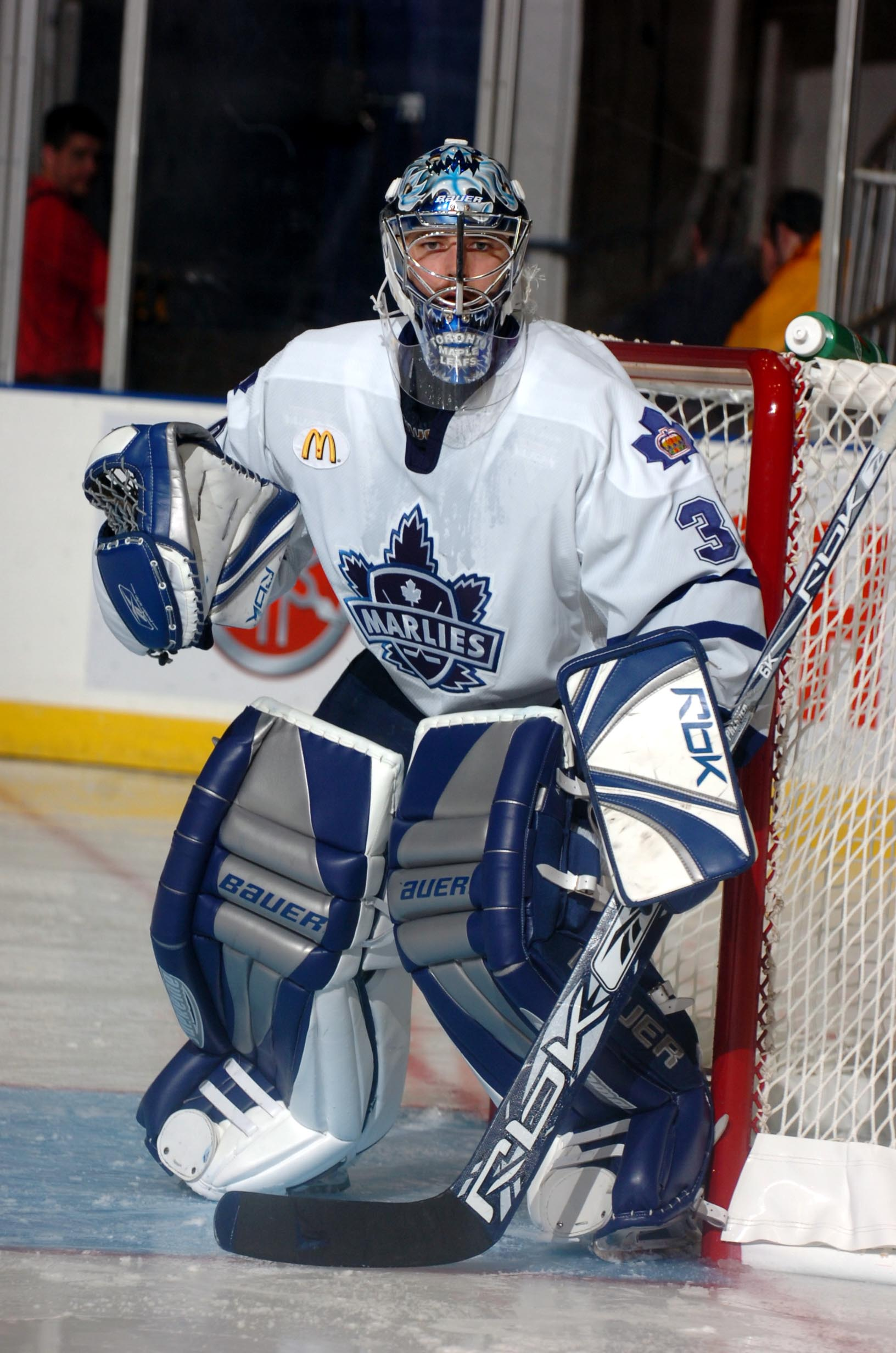
Jean-Sébastien Aubin
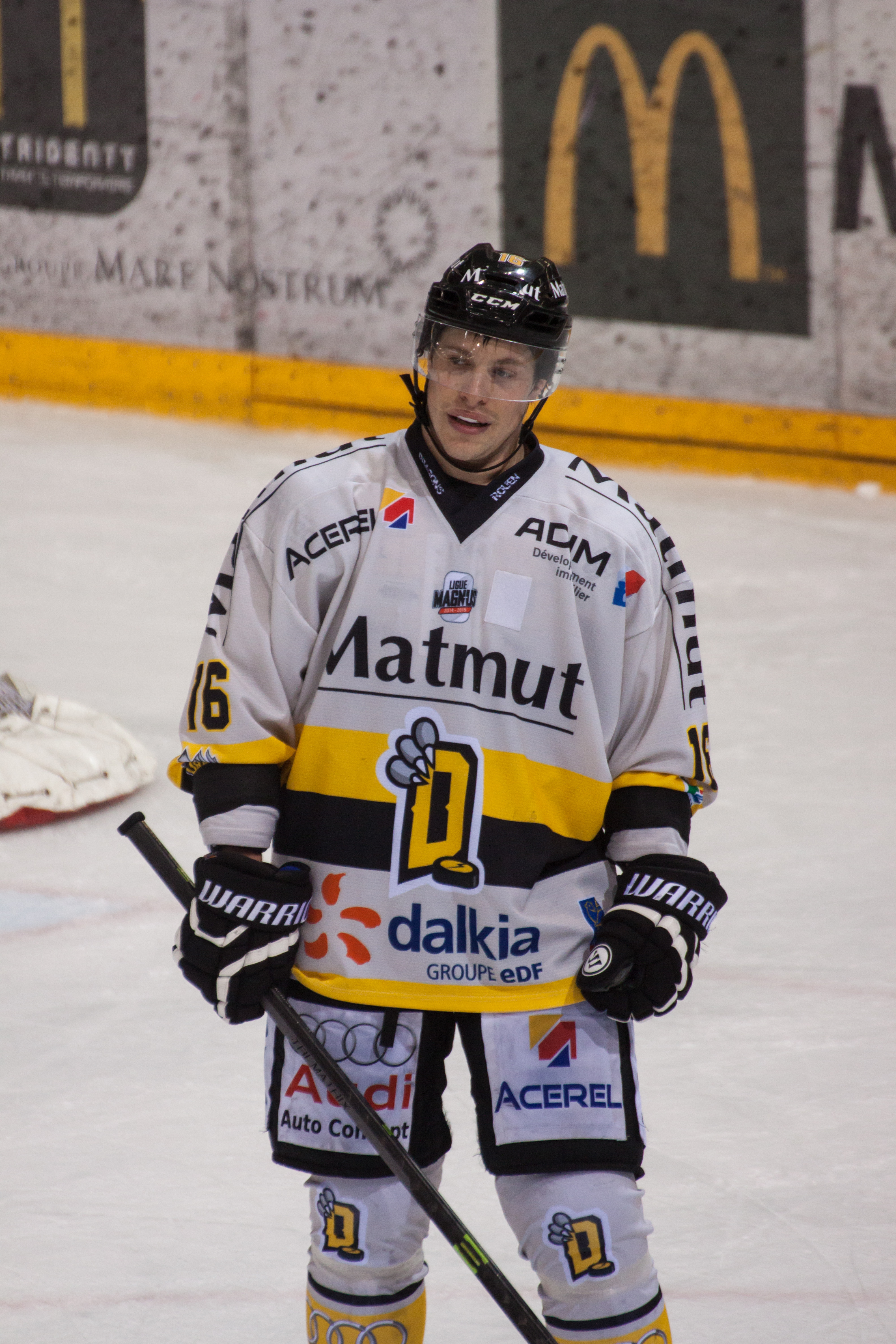
Maxime Lacroix

## Patinoires des Ducs
Depuis leur première saison, l'équipe d'Angers a utilisé deux patinoires pour jouer ses matchs à domicile.
| Nom                | Première saison | Dernière saison | Capacité     | Affectation suivante |
| ------------------ | --------------- | --------------- | ------------ | -------------------- |
| Patinoire du Haras | 1984-1985       | 2018-2019       | 1 000 places | Angers SCO Handball  |
| L'IceParc          | 2019-2020       | En cours        | 3 586 places |                      |

### Patinoire du Haras
La patinoire du Haras fut inaugurée en 1982, l'année même de création du club. Celui-ci y évolue pendant 36 ans, jusqu'à la fin de la saison 2018-2019. Le club joue dorénavant ses matchs à domicile au sein de l'IceParc, patinoire inaugurée en 2019.

### L'Angers IceParc
La construction de la nouvelle enceinte des Ducs débuta en février 2018 pour remplacer la vétuste patinoire du Haras qui ne répond plus au besoin de l'équipe. L'IceParc peut accueillir 3 500 spectateurs assis
Situé dans le prolongement du centre-ville au sein du quartier Saint-Serge à deux pas du pont Confluences, du cinéma multiplexe et de la station de tramway "Berges de Maine", IceParc est inaugurée le 14 septembre 2019, le premier match des Ducs eu lieu lui le 15 septembre 2019, Angers y affronta les Dragons de Rouen devant 3 500 spectateurs et gagna le match sur le score de 3 - 0 pour les Ducs. Le premier but à l'IceParc est signé Cédric Di Dio Balsamo (assisté par Patrick Coulombe et Olivier Latendresse à 16'23")

## Joueurs et entraîneurs

### Saison 2024-2025
- Président : Rodolphe Intsaby
- Manager : Simon Lacroix
- Entraîneur : Jonathan Paredes

| No    | Nom                   | Nat. | Position       | Arrivée                               |
| ----- | --------------------- | ---- | -------------- | ------------------------------------- |
| +037, | Elliot Lévêque        |      | Gardien de but | 2024 - Diables rouges de Briançon     |
| +029, | Matt O'Connor         |      | Gardien de but | 2024 - HSC Csíkszereda                |
| +078, | Ethan Cap             |      | Défenseur      | 2024 - EC VSV                         |
| +094, | Kylian Fauvel         |      | Défenseur      | Formé au club                         |
| +005, | Lucien Onno           |      | Défenseur      | 2024 - Grenoble métropole hockey 38   |
| +007, | Matt Prapavessis      |      | Défenseur      | 2022 - Capitals de Vienne             |
| +008, | Neil Manning          |      | Défenseur      | 2019 - Huskies de Kassel              |
| +017, | Vincent Llorca        |      | Défenseur      | 2019 - Lions de Lyon                  |
| +050, | Jere Rouhiainen       |      | Défenseur      | 2024 - Grenoble métropole hockey 38   |
| +022, | Jonathan Charbonneau  |      | Ailiers        | 2024 - Dukla Trenčín                  |
| +010, | Nicolas Ritz          |      | Centre         | 2020 - Dragons de Rouen               |
| +011, | Robin Gaborit – C     |      | Ailiers        | 2012 - Diables rouges de Briançon     |
| +012, | Peter Valier          |      | Ailiers        | 2023 - Boxers de Bordeaux             |
| +070, | Parker Colley         |      | Centre         | 2024 - Hockey sur glace Dunkerque     |
| +014, | Marius Serer          |      | Attaquant      | 2018 - Rapaces de Gap                 |
| +067, | Jesper Kandergård     |      | Centre         | 2024 - Forshaga IF                    |
| +016, | Cédric Di Dio Balsamo |      | Ailiers        | 2019 - Lions de Lyon                  |
| +004, | Brady Shaw            |      | Ailiers        | 2023 - HC Innsbruck                   |
| +055, | Maxime Orlov          |      | Attaquant      | 2023 - EHC Winterthur                 |
| +092, | Josh Nicholls         |      | Ailiers        | 2024 - Sheffield Steelers             |
| +071, | Philippe Halley – A   |      | Centre         | 2020 - Gothiques d'Amiens             |
| +072, | Téo Sarliève          |      | Ailiers        | 2020 - Sangliers Arvernes de Clermont |
| +074, | Thomas Suire          |      | Ailiers        | 2024 - Amiens hockey élite            |
| +025, | Sami Tavernier        |      | Ailiers        | 2024 - Kalevan Pallo                  |
| +091, | Matt Wilkins          |      | Centre         | 2024 - HC MONACObet Banská Bystrica   |
| +013, | Virgile Gauffriau     |      | Centre         | Formé au club                         |

### Entraîneurs successifs
- Richard Jamieson (1982-1985)
- Yves Fauchart (1985-1994)
- Richard Sévigny (1994-1995)
- Jaroslav Jagr (1995-1996)
- Derek Haas (1996-2003)
- François Dusseau (2003-2007)
- Heikki Leime (2007-2010)
- Alain Vogin (2010)
- Kevin Constantine (2010)
- Martin Lacroix (2010-2011)
- Jay Varady (2011-2013)
- Alex Stein (2013)[37]
- Simon Lacroix (2013-2014)
- Réal Paiement (2014-2015)
- Jean-François Jodoin (2015-2017)
- Brennan Sonne (2017-2021)
- Ethan Goldberg (2021-2022)
- Mario Richer (2022)
- Jason O'Leary (2022-2024)
- Jonathan Paredes (2024-)[38]

## Logo

Logo commémorant les 30 ans du club.

Le club a pour logo un Grand-duc d'Europe.

Évolution du logo